# Mount Kaschak
Mount Kaschak är ett berg i Antarktis. Det ligger i Västantarktis. Argentina, Chile och Storbritannien gör anspråk på området. Toppen på Mount Kaschak är 1 580 meter över havet.
Terrängen runt Mount Kaschak är huvudsakligen kuperad. Trakten är obefolkad. Det finns inga samhällen i närheten.